# Théodore Barrière
Theodore Barrière fr: ɑ̃:'ʀi baʀiɛ:ʀ, (ur. 1823 w Paryżu, zm. 16 października 1877 r. tamże) – francuski dramatopisarz.
Pierwszą ze swoich sztuk teatralnych – Rossière et Nourrice – opublikował w 1842 r., potem jednak podjął pracę – jak inni członkowie jego rodziny – we francuskim departamencie wojny przy kreśleniu map. Dopiero rozgłos w 1853 r. napisanego przezeń wodewilu Filles de marbre (Kobiety z kamienia) spowodował, że wkrótce otrzymał propozycję współpracy w Palais-Royal, gdzie dały się poznać jego rzeczywiste zdolności. przez trzydzieści lat napisał – sam lub we współpracy z innymi autorami – ponad sto sztuk teatralnych (znaczną część z Lambertem Thiboust), spośród których najważniejsze to:
- La vie de Bohême (1849), adaptacja książki Henri Murgera, z pomocą autora; polski przekład pt. Życie cygańskie
- Manon Lescaut (1851)
- Les filles de marbre (1853)
- L’Héritage de Monsieur Plumet (1858)
- Les faux bons hommes (1856) wraz z Ernestem Capendu; polski przekład pt. Fałszywi poczciwcy
- Cendrillon (1859)
- Malheur aux vainqeurs (1865), zakazana przez cenzurę
- Le Gascon (1878).

Oficer Legii Honorowej.